# Lisznia (obwód lwowski)
Lisznia (ukr. Лішня) – wieś w rejonie drohobyckim obwodu lwowskiego, założona w 1514 r. W II Rzeczypospolitej miejscowość była siedzibą gminy wiejskiej Lisznia. Wieś liczy 2367 mieszkańców.